# 茨曽根
茨曽根（いばらそね）は、新潟県新潟市南区の町字。郵便番号は950-1456。

## 概要
1889年（明治22年）から現在の大字。中ノ口川上流右岸に位置する。
もとは戦国時代から1889年（明治22年）まであった茨曽根村の区域の一部。

### 隣接する町字
北から東回り順に、以下の町字と隣接する。
- 東萱場
- 沖新保
- 庄瀬
- 真木
- 加茂市北潟
- 加茂市後須田
- 加茂市砂押新田
- 加茂市田中新田
- 清水

※中ノ口川を挟んで南区大別當、月潟と隣接。

## 歴史
成立時期は不明だが、1516年（永正13年）の記録に村名が残る。1875年（明治8年）に下道潟上新田、下道潟中新田、茨新村を合併。

### 編入した村・新田
1889年（明治22年）以前に、以下の村・新田を編入。
茨新村（いばらしんむら）
江戸時代から1875年（明治8年）まであった茨新村の区域の一部。中ノ口川上流右岸に位置する。
延宝年間に茨曽根村から分村して成立。1875年（明治8年）に茨曽根村の一部となる。
下道潟上新田（しもどうがたかみしんでん）
江戸時代から1875年（明治8年）まであった下道潟上新田の区域の一部。中ノ口川上流右岸に位置する。
地名の由来は、潟湖の道潟を開発したことによるとされる。1875年（明治8年）に茨曽根村の一部となる。
下道潟中新田（しもどうがたなかしんでん）
江戸時代から1875年（明治8年）まであった下道潟中新田の区域の一部。中ノ口川上流右岸に位置する。
地名の由来は、潟湖の道潟を開発したことによるとされる。1875年（明治8年）に茨曽根村の一部となる。

### 年表
- 1889年（明治22年）4月1日 : 合併により茨曽根村の大字となる。
- 1955年（昭和30年）3月31日 : 合併により白根町の大字となる。
- 1959年（昭和34年）6月1日 : 白根町の市制施行により、白根市の大字となる。
- 2005年（平成17年）3月21日 : 合併により新潟市の大字となる。
- 2007年（平成19年）4月1日 : 新潟市の政令指定都市移行により、南区の大字となる。

## 経済

### 地主
関根小一郎は地主である。

## 世帯数と人口
2018年（平成30年）1月31日現在の世帯数と人口は以下の通りである。
| 大字   | 世帯数  | 人口    |
| ------ | ------- | ------- |
| 茨曽根 | 338世帯 | 1,149人 |

## 小・中学校の学区
市立小・中学校に通う場合、学区は以下の通りとなる。
- 小学校：新潟市立庄瀬小学校 / 中学校 : 新潟市立白南中学校
  - 6291番地1

- 小学校：新潟市立茨曽根小学校 / 中学校 : 新潟市立白南中学校
  - 1000番地台
    - 1249番地1、1294番地1、1354番地、1356〜1357番地、1388番地、1536番地1、1538番地4、1718番地1、1728番地3、1782番地、1785番地、1787番地、1788番地4、1832番地2、1870〜1871番地、1878〜1879番地、1883〜1884番地、1885番地7～10・12・14～17・19、1889番地、1891番地、1915番地

  - 2000番地台
    - 2010番地（本番のみ）、2010番地2、2012番地、2014番地、2040〜2041番地、2044番地1、2045番地、2051番地、2067番地、2079番地、2163番地1、2407番地3、2436番地4、2674番地、2675番地2／2708（本番のみ）、2708番地2、2742番地、2745番地、2889番地1、2929番地

  - 3000番地台
    - 3396番地、3399番地、3402番地6～8・14～16・18・20～24・27～29、3404番地1、3406番地、3409番地（本番のみ）、3409番地3、3411番地、3413番地、3416〜3417番地、3419〜3420番地、3421番地1、3422〜3423番地、3426〜3427番地、3430番地、3436番地3・5・6、3440番地（本番のみ）、3440番地2、3441番地、3445番地（本番のみ）、3445番地2、3447番地、3448番地1、3450番地、3452番地、3454番地（本番のみ）、3454番地3～5、3455番地31、3456番地5、3470番地、3473番地、3526番地、3528番地、3532〜3533番地、3536〜3537番地、3539〜3540番地、3541番地1、3544〜3545番地、3548〜3549番地、3555〜3556番地、3560番地、3563～3565番地、3566番地2、3568〜3569番地、3570番地1、3572番地、3575〜3576番地、3579番地3、3581番地（本番のみ）、3581番地2、3682番地（本番のみ）、3582番地乙、3583番地、3584番地4、3587番地、3591～3593番地、3595番地1、3598番地、3600〜3601番地、3603番地3・5、3605〜3606番地、3607番地1、3614番地、3619番地、3620番地1、3624番地、3768番地、3770番地、3775番地14・21、3777〜3778番地、3794番地1、3797番地、3806番地、3810番地2、3812〜3813番地、3816〜3817番地、3821番地、3824番地、3866番地、3869〜3870番地、3872番地、3913番地、3918番地子

  - 4000番地台
    - 4003番地、4261番地、4540番地、4551番地、4559番地3、4642番地7・8・12、4651番地、4655番地5・7・12～15・17・20、4667番地11、4671番地、4686番地、4715番地、4720番地、4738〜4739番地、4742番地、4745番地、4757番地、4866番地、4937番地、4994番地

  - 5000番地台
    - 5008番地、5012番地、5016番地、5064番地、5066番地、5071番地2、5072番地、5089番地、5093〜5094番地、5096番地、5213番地、5433番地、5527番地、5531番地、5849番地、5862番地、5863番地1、5867番地1、5868番地、5958番地1、5965番地、5966番地3、5981番地、5992番地

  - 6000番地台
    - 6018番地、6030番地1、6067番地、6074番地、6153番地、6156番地3〜4、6180〜6181番地、6184番地（本番のみ）、6184番地4、6185番地、6281番地、6290番地（本番のみ）、6290番地4、6291番地（本番のみ）、6293番地、6295番地、6401番地1、6452番地1、6454〜6455番地、6474～6476番地、6503番地、6566〜6567番地、6575番地、6596番地、6602〜6603番地、6609番地、6618番地1・3、6619〜6620番地、6643番地、6665番地、6667〜6668番地、6670番地、6914番地、6971〜6972番地

  - 7000番地台以降
    - 7025〜7026番地、7032番地、7034番地、7037番地、7039番地、7042〜7043番地、7062番地、7117番地、9194番地、9195番地1、9297番地

## 施設
- 新潟市立茨曽根小学校
- 新潟市立白南中学校
- 永安寺（曹洞宗）[9]

## 交通

### 道路
- 国道8号
- 新潟県道9号長岡栃尾巻線
- 新潟県道55号新潟五泉間瀬線
- 新潟県道127号新津茨曽根燕線
- 新潟県道153号燕白根線